# George Nolfi
George Nolfi (Boston; 10 de junio de 1968) es un cineasta estadounidense. 
Hizo su debut como director en 2011 con el thriller romántico de acción y ciencia ficción The Adjustment Bureau (2011), protagonizado por Matt Damon y Emily Blunt.
El trabajo de Nolfi combina géneros y emplea tonos que van desde lo serio hasta lo cómico. Sus historias suelen tener protagonistas excepcionales y tocan temas de la filosofía, la condición humana o la política mundial y transmiten algún tipo de comentario social.

## Filmografía
| Año  | Título                | Director | Escritor | Productor | Notas    |
| ---- | --------------------- | -------- | -------- | --------- | -------- |
| 2003 | Timeline              | No       | Sí       | No        |          |
| 2004 | Ocean's Twelve        | No       | Sí       | No        |          |
| 2006 | The Sentinel          | No       | Sí       | Sí        |          |
| 2007 | The Bourne Ultimatum  | No       | Sí       | No        |          |
| 2011 | The Adjustment Bureau | Sí       | Sí       | Sí        |          |
| 2015 | Allegiance            | Sí       | Sí       | Sí        | Serie TV |
| 2016 | Birth of the Dragon   | Sí       | No       | No        |          |
| 2016 | Spectral              | No       | Sí       | No        |          |
| 2020 | The Banker            | Sí       | Sí       | Sí        |          |
| 2024 | Elevation             | Sí       | No       | Sí        |          |